# 四国化成ホールディングス
四国化成ホールディングス株式会社（しこくかせいホールディングス、英: SHIKOKU KASEI HOLDINGS CORPORATION）は、化学品、建材、その他の事業を手がける四国化成グループの持株会社。本社を香川県丸亀市に置く。
2023年1月、持株会社化にともない、四国化成工業株式会社より商号変更した。

## 概要
四国化成グループは、ラジアルタイヤ向け不溶性硫黄や、プリント配線板用の水溶性防錆剤、プール・浄化槽殺菌消毒剤塩素化イソシアヌル酸などを開発・製造・販売する化学品と、壁材・舗装材、住宅・景観エクステリア商品を開発・製造・販売する建材を中心に事業を展開している。

## 沿革
- 1947年（昭和22年）- 二硫化炭素の製造を目的として、香川県丸亀市に四国化成工業株式会社を設立。
- 1957年（昭和32年）- 徳島第一工場（現・徳島工場吉成事業所）建設
- 1962年（昭和37年）- 徳島第二工場（現・徳島工場北島事業所）建設
- 1962年（昭和37年）- 東京証券取引所2部上場。
- 1963年（昭和38年）- 大阪証券取引所2部上場。
- 1970年（昭和45年）- 内装壁材「ジュラックス」で建材事業に進出
- 1975年（昭和50年）- 東京証券取引所、大阪証券取引所各1部に指定替え。
- 1975年（昭和50年）- 多度津工場建設
- 1981年（昭和56年）- ロサンゼルスに駐在員事務所を開設（現・SHIKOKU INTERNATIONAL CORPORATION）。
- 1992年（平成4年）- 研究センター（現・R&Dセンター）開設
- 1995年（平成7年）- 嵐山工場建設
- 2003年（平成15年）- 大阪証券取引所への上場を廃止。
- 2005年 (平成17年)  - テレビCMの放送を開始。
- 2006年（平成18年）- 上海に四国化成欧艾姆（上海）貿易有限公司（現・四国化成（上海）貿易有限公司）を設立。
- 2013年（平成25年）- 徳島アドバンスト ケミカルズ プラント-3（TAP-3）を建設
- 2021年（令和3年）- 徳島アドバンスト ケミカルズ プラント-4（TAP-4）を建設
- 2022年（令和4年）
  - 東京証券取引所プライム市場へ移行
  - 塩素化イソシアヌル酸 生産設備（NEO2022）を建設
- 2023年（令和5年）- 持株会社体制へ移行し、四国化成ホールディングス株式会社に商号変更。化学品事業会社である四国化成工業、建材事業会社である四国化成建材、間接部門を担う四国化成コーポレートサービスに分割。既存の子会社も各事業会社の傘下となる。

## 事業所
- 持株会社：四国化成ホールディングス株式会社
  - 本社 - 香川県丸亀市
- 化学品事業：四国化成工業株式会社
  - 本社 - 香川県丸亀市
  - 東京支社 - 東京都中央区
  - 大阪支社 - 大阪府吹田市
  - R&Dセンター - 香川県綾歌郡宇多津町
  - 丸亀工場 - 香川県丸亀市
  - 徳島工場北島事業所 - 徳島県板野郡北島町

- 建材事業：四国化成建材株式会社
  - 本社 - 香川県丸亀市
  - 大阪支社 - 大阪府吹田市
  - 札幌オフィス - 北海道札幌市
  - 仙台営業所 - 宮城県仙台市泉区
  - 東関東オフィス - 茨城県つくば市
  - 北関東営業所 - 埼玉県比企郡嵐山町
  - 千葉オフィス - 千葉県千葉市花見川区
  - 東京オフィス - 東京都品川区
  - 神奈川オフィス - 神奈川県横浜市
  - 静岡営業所 - 静岡県静岡市駿河区
  - 名古屋営業所 - 愛知県名古屋市名東区
  - 岡山オフィス - 岡山県岡山市
  - 広島営業所 – 広島県広島市中区
  - 四国営業所 - 香川県仲多度郡多度津町
  - 福岡営業所 - 福岡県福岡市博多区
  - 徳島工場吉成事業所 - 徳島県徳島市

- コーポレートサービス：四国化成コーポレートサービス株式会社
  - 本社 - 香川県丸亀市

## 主な製品
- 不溶性硫黄（ゴム加硫剤）
- 中性無水芒硝
- 二硫化炭素
- ネオクロール（プール用殺菌・消毒剤）
- スパクリーン（風呂水専用塩素剤）
- ポンシロール（浄化槽用殺菌・消毒剤）
- ハイポルカ（生活・産業排水処理用微生物・酵素剤）
- イミダゾール
- タフエース（プリント配線板防錆剤）
- 湿式内装材・外装材・舗装材
- 門扉、カーポート等エクステリア製品

## 関連企業
- 化学品事業
  - シコク興産株式会社（徳島県板野郡北島町）- 化学品・建材各種製品の製造・加工・包装・運搬及び保管
  - シコク硫炭工業株式会社（大分県大分市）- 二硫化炭素及び硫化水素の製造販売
  - SHIKOKU INTERNATIONAL CORPORATION（米国）- 化学品及び建材製品のマーケティング及び販売
  - 増田化学工業株式会社（香川県高松市）
- 建材事業
  - シコク景材株式会社 - エクステリア商品の設計・開発及び製造
    - 本社・多度津工場 - 香川県仲多度郡多度津町
    - 鳴門工場 - 徳島県鳴門市

  - シコク景材関東株式会社（埼玉県比企郡嵐山町）- シャッター等店舗関連・エクステリア商品の製造・開発・技術サービス及び設計・施工
  - シコク工機株式会社（香川県三豊市高瀬町）- エクステリア商品の設計開発、製造及び販売
  - 菱和化成工業株式会社（香川県さぬき市）
- 関連事業
  - シコク・システム工房株式会社（香川県丸亀市）- コンピュータソフトウェアの開発及び販売、パソコン及び周辺機器の販売、コンピュータの運営管理業務受託、その他情報提供サービス。
  - シコク・フーズ商事株式会社（香川県綾歌郡宇多津町）- 香川県内の一部を除くモスバーガーのフランチャイズを行っているほか、贈答用品・生活用品・災害備蓄品の販売を手がける。
  - シコク・フーズ保険サービス株式会社（香川県綾歌郡宇多津町）- 損害保険代理店及び生命保険の募集。シコク・フーズ商事より保険部門が独立し、設立された。
  - シコク分析センター株式会社（香川県丸亀市）- 環境計量証明事業、建築物飲料水水質検査業、土壌汚染対策法指定調査機関、作業環境測定機関。
  - シコク環境ビジネス株式会社（香川県丸亀市）- 水処理施設（浄化槽、農業集落排水、産業排水等）の設置・維持管理・修理・清掃、貯水槽清掃、水道施設の点検修理、排水管の詰り修理、住宅リフォーム、オール電化工事など
  - 四国化成（上海）貿易有限公司（中国・上海市）- 化学品及び建材商品の輸出入
  - 中讃ケーブルビジョン株式会社 - テレビサービスおよびインターネット接続サービス

### 過去の関連企業
- 関西急行フェリー株式会社 - 現在は四国フェリーの完全子会社となり社名も小豆島急行フェリーを経て小豆島フェリーに変更。